# Manuel Bello Parga
Manuel Bello Parga, conocido como Manolito Bello y Luis Seijo Freire, (Mezonzo, (Vilasantar), en 1926-La Coruña, 11 de julio de 1946) fue un guerrillero antifranquista español.

## Trayectoria
Residía en La Coruña. Militante del Partido Comunista de España desde muy joven, participó en su aparato de propaganda. Las autoridades lo detuvieron en 1945 por la impresión y distribución de material subversivo. En enero de 1946 poco después de salir en libertad provisional, se unió al Ejército Guerrillero de Galicia como responsable del destacamento Líster de la IV Agrupación y poco después pasó a la partida La Marina, con la que participó en Cambre en el atentado contra Manuel Doval Lemat, un conocido falangista local.
Participó el 19 de mayo en el intento de sabotaje contra un emisor de Radio Nacional de España en el que murió el periodista de El Ideal Gallego, Arcadio Vilela Gárate. En el transcurso del intercambio de disparos con la Guardia Civil, Manuel Bello cayó prisionero. Torturado en la prisión y sometido a Consejo de guerra, fue condenado al garrote y ejecutado el 11 de julio de 1946. Su figura se convirtió para la resistencia antifranquista comunista en la de un héroe, y uno de sus destacamentos guerrilleros llevó su nombre. Incluso hoy en día un colectivo de la Juventud Comunista lleva por nombre Manolito Bello.